# Fiat Coupé
De Fiat Coupé is een wagen van het Italiaanse automerk FIAT. De wagen werd in 1993 aan het publiek voorgesteld tijdens de European Motor Show Brussels. De carrosserie werd ontworpen door Chris Bangle, het interieur door Pininfarina.
Bij zijn voorstelling in 1993 was de Coupé met zijn topsnelheid van 250 km/u en zijn sprinttijd van 0–100 km/u in 6,5 seconden een van de snelste Europese wagens met voorwielaandrijving.
De laatste modellen verschenen op de markt in 2000 in de vorm van een "millennium editie" met zilveren honingraat grille.

## Limited Edition

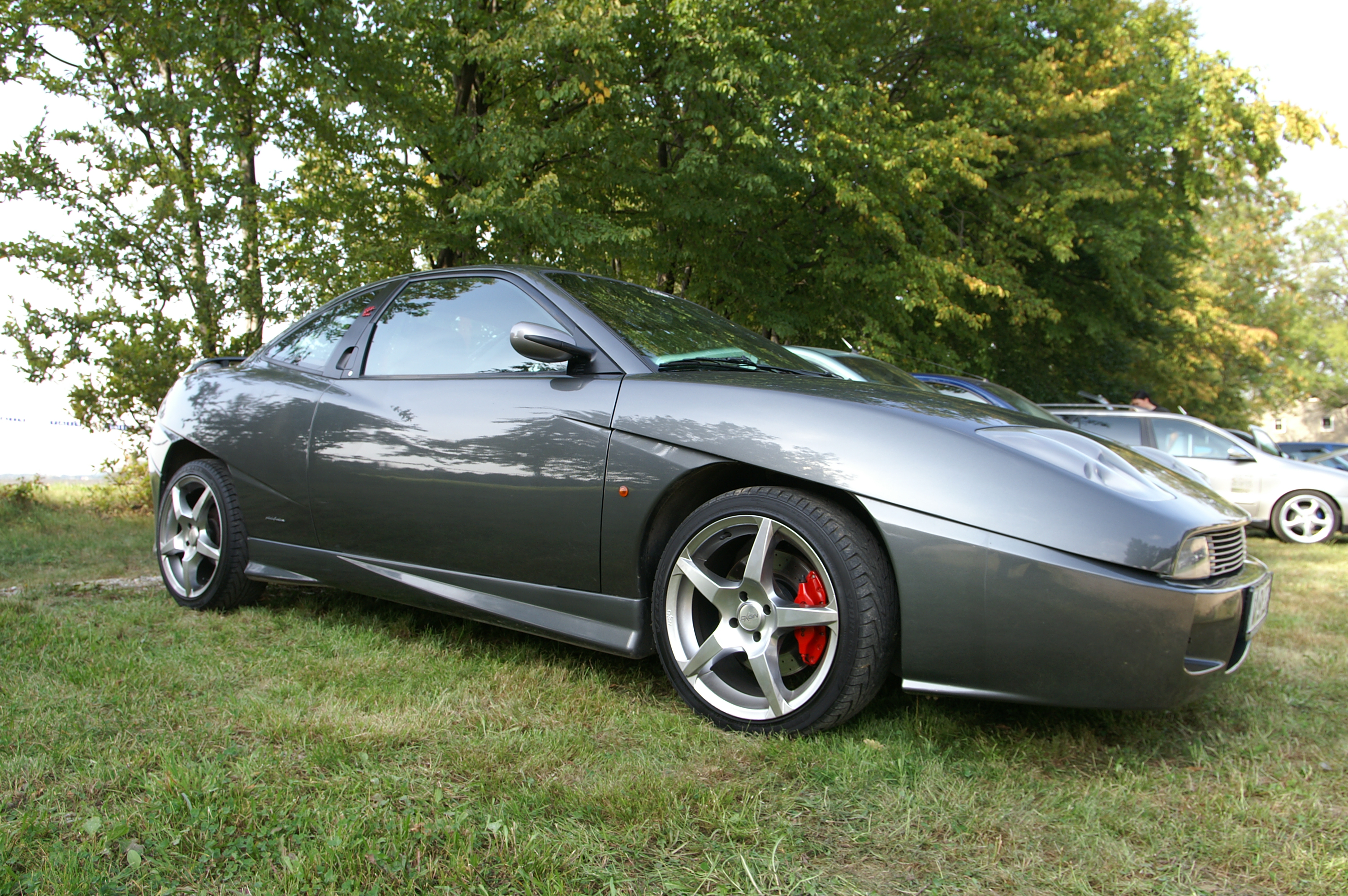
Fiat Coupé Limited Edition

In 1998 kwam een Limited Edition van de Fiat Coupé op de markt. Deze had rode Brembo-remklauwen vooraan en standaard rode remklauwen achteraan, een aangepaste body kit en Recaro-sportstoelen. Elke wagen uit de Limited Edition had een embleem aan de achteruitkijkspiegel met het unieke nummer van de wagen. Het feit dat FIAT het aangekondigde nummer van 300 wagens van deze gelimiteerde uitvoering overschreed maakte vele eigenaars boos. Dit beïnvloedde dan ook de waarde van deze variant. Michael Schumacher reed ook een tijdje met een Fiat Coupé LE.